# Mochau (Döbeln)
Mochau ist ein Ortsteil der Stadt Döbeln im Landkreis Mittelsachsen, Freistaat Sachsen.

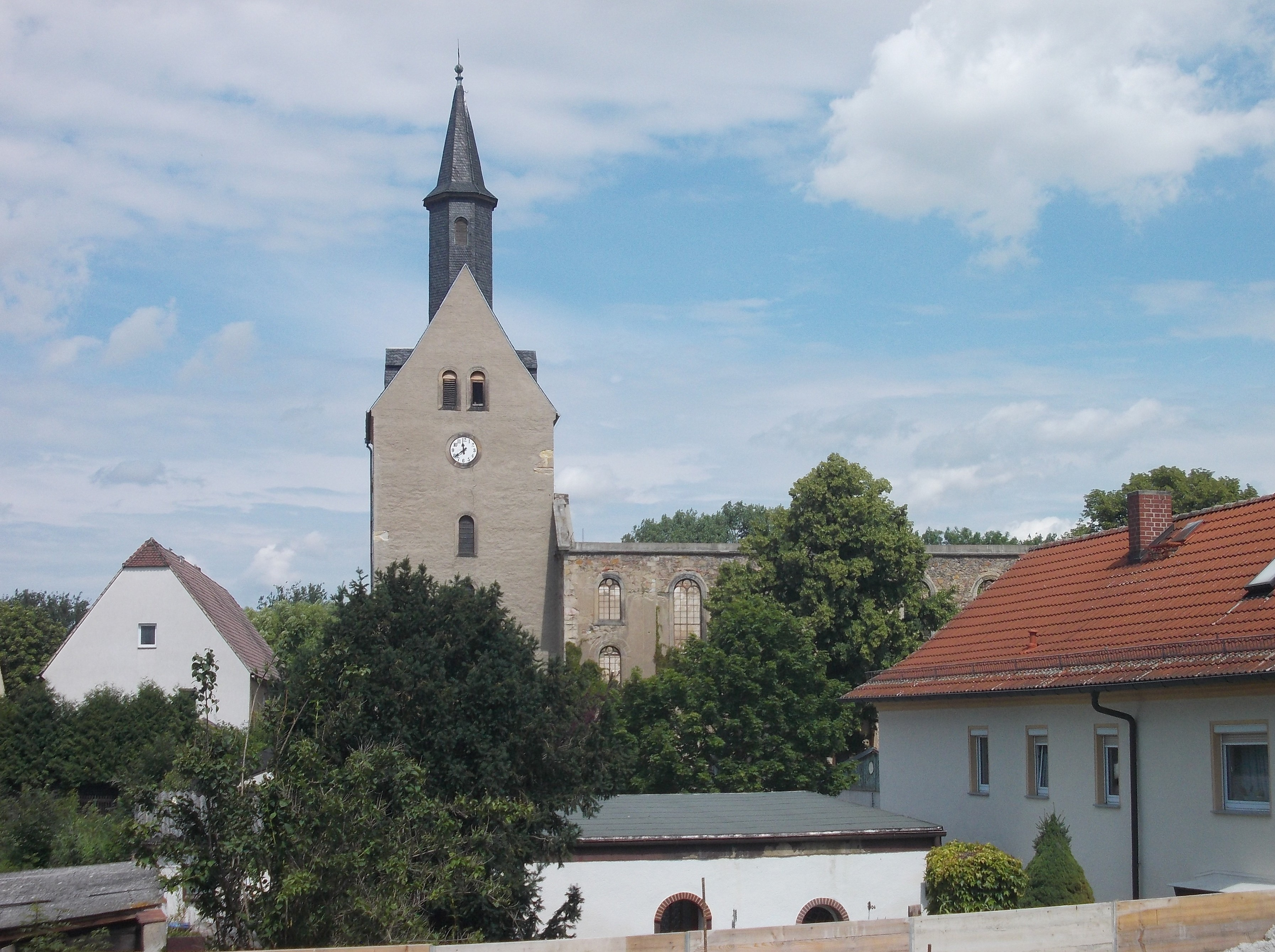
Sommerkirche Mochau

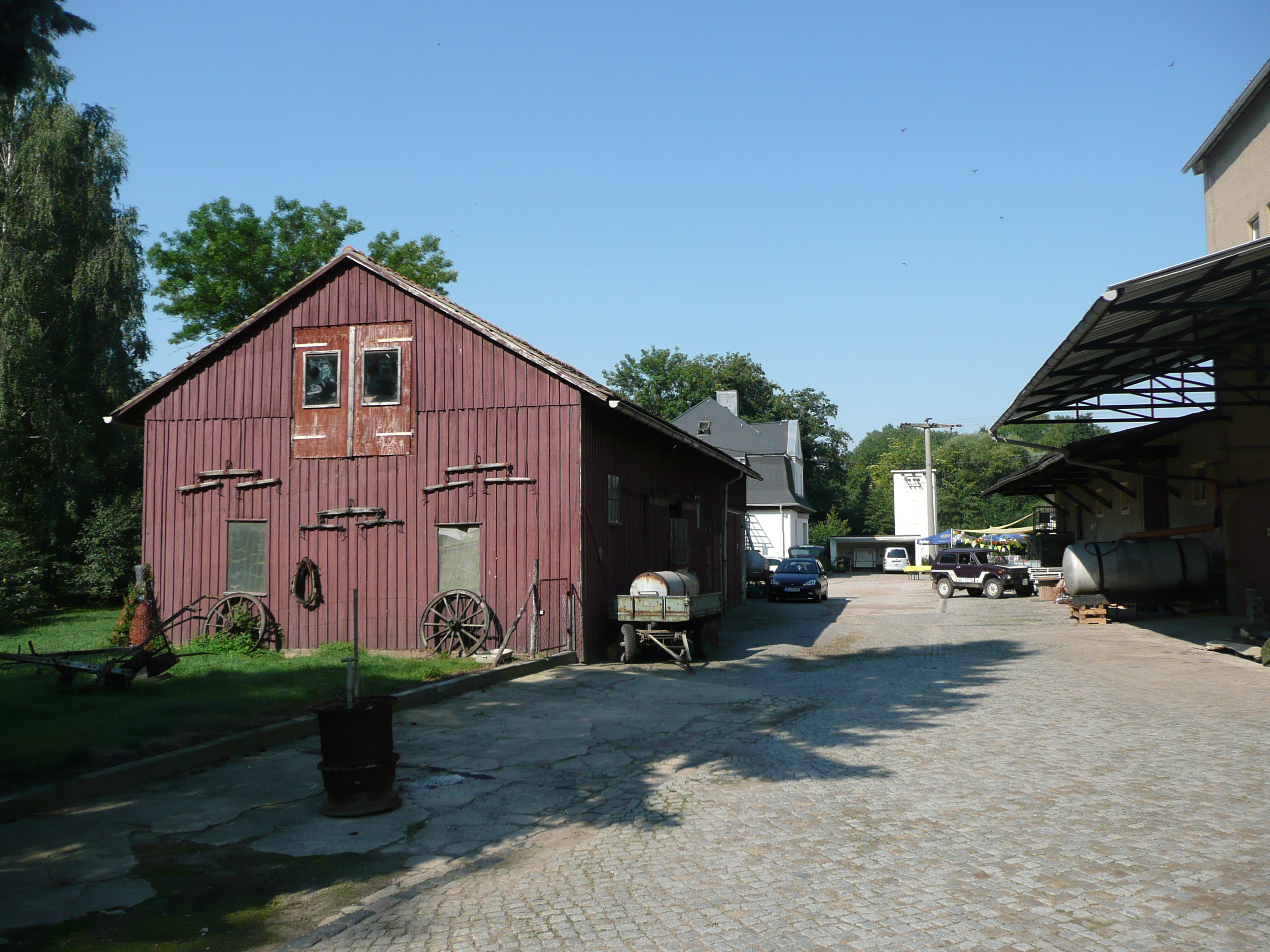
Ehemaliges Bahnhofsareal der Kleinbahn Wilsdruff-Gärtitz

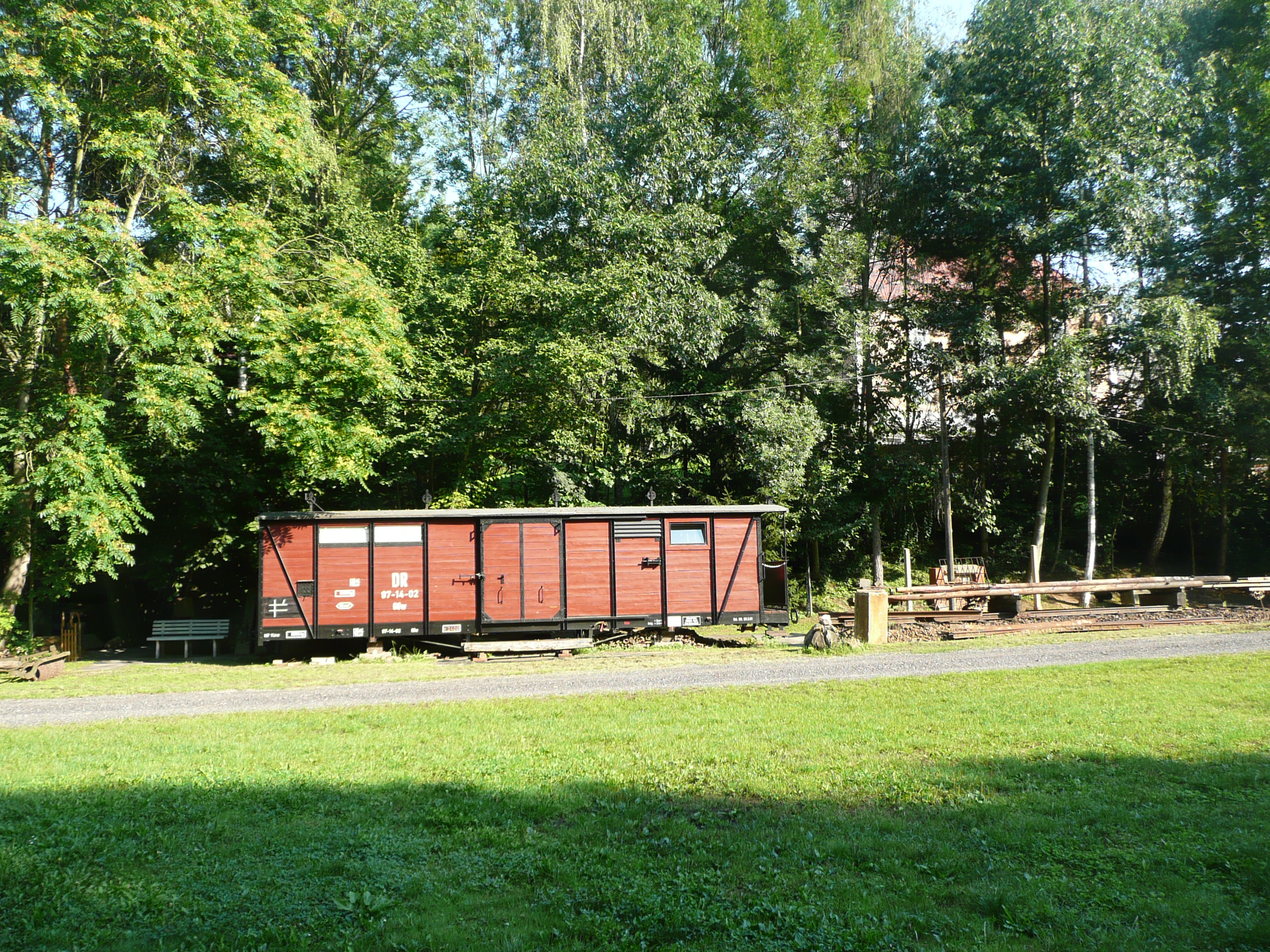
Schauanlage im ehemaligen Bahnhofsbereich von Beicha der Schmalspurbahn Wilsdruff–Gärtitz

## Geographie
Das Ortsgebiet liegt ca. 5 km nordöstlich der Kernstadt von Döbeln und 20 km westlich von Meißen im höchsten Teil der Lommatzscher Pflege (ca. 300 m über NN). Hier befindet sich die Wasserscheide zwischen dem Flüsschen Jahna und dem Ketzerbach.

## Geschichte

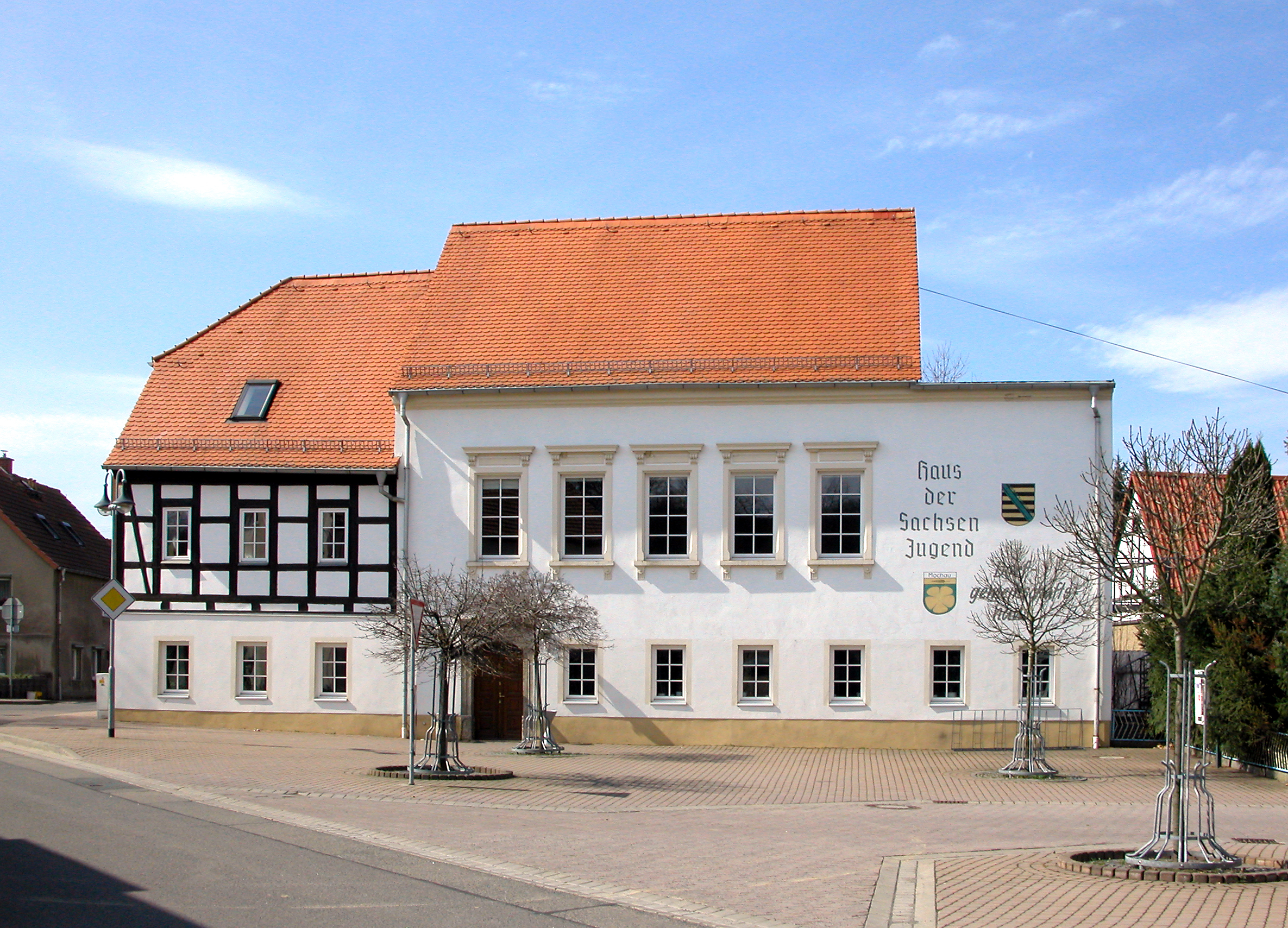
Dorfgemeinschaftshaus Mochau

Mochau wird im Jahr 1090 in einer Schenkungsurkunde des Markgrafen Heinrich I. von Eilenburg erstmals urkundlich erwähnt. Dort befand sich zwischen dem 11. und dem 13. Jahrhundert der Sitz eines Burgwardes, der mit vier urkundlichen Erwähnungen nach 1100 einer der meistdokumentierten Burgwardbezirke in Mittelsachsen darstellt.
Der Ort gehörte, wie seine heutigen Ortsteile Lüttewitz, Prüfern (anteilig) und Theeschütz, später zum kursächsischen Amt Nossen. Dabei war nur Theeschütz keine Nossener Exklave im Kreisamt Meißen.
Am 1. Juli 1950 wurde die bis dahin eigenständige Gemeinde Präbschütz eingegliedert.
Am 1. Januar 1996 erfolgte der Zusammenschluss mit den vormaligen Gemeinden Beicha, Choren, Lüttewitz und Mochau zur Großgemeinde Mochau. Ortsteile waren Beicha, Choren, Dreißig, Geleitshäuser, Gertitzsch, Gödelitz, Großsteinbach, Juchhöh, Kleinmockritz, Leschen, Lüttewitz, Maltitz, Markritz, Meila, Mochau, Nelkanitz, Petersberg, Präbschütz, Prüfern, Schallhausen, Simselwitz, Schweimnitz und Theeschütz.
Zum 1. Januar 2016 wurde die Gemeinde in die Nachbarstadt Döbeln eingegliedert.

### Eingemeindungen

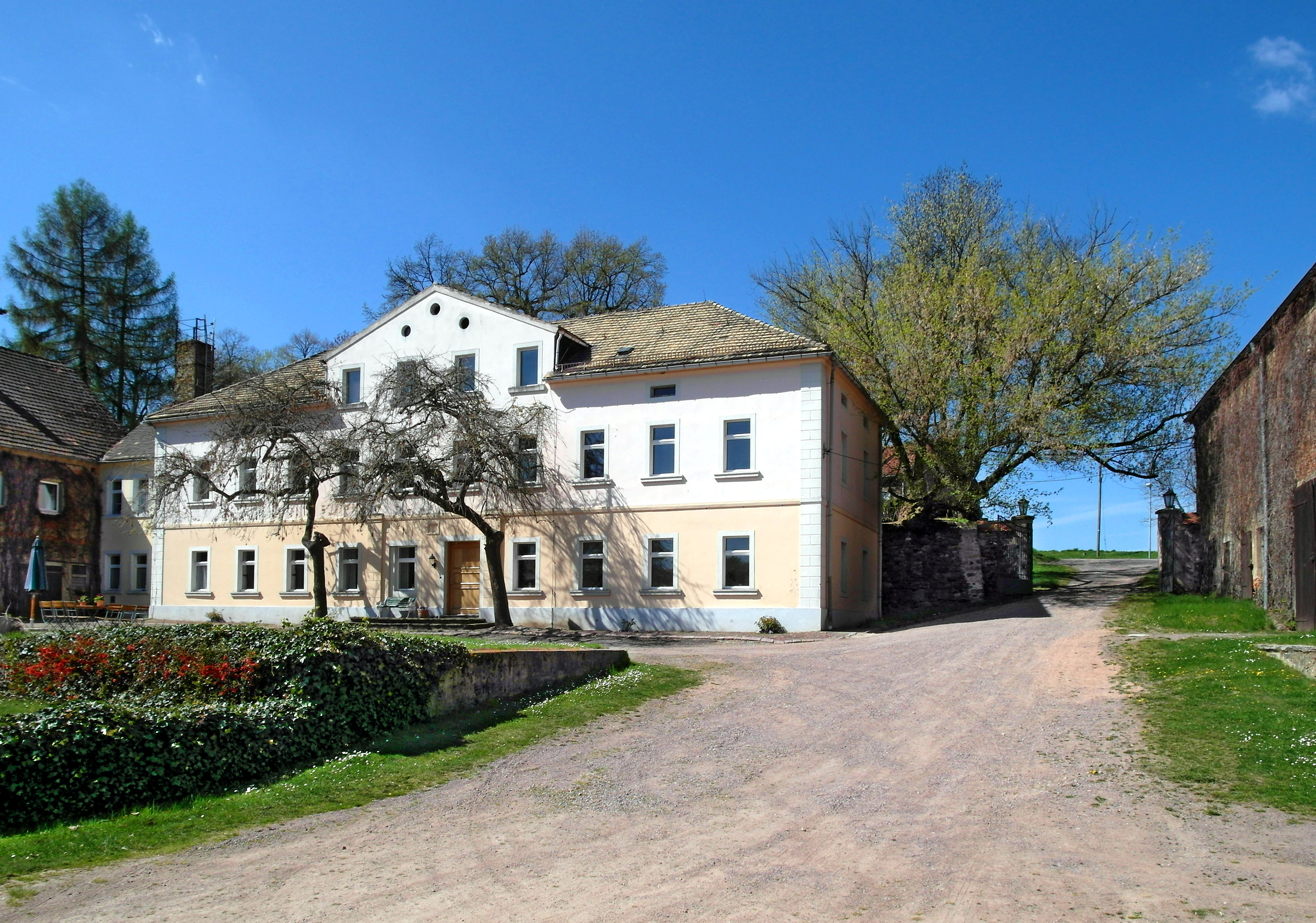
Ost-West-Forum Gut Gödelitz

| Ehemalige Gemeinde      | Datum                            | Anmerkung |
| ----------------------- | -------------------------------- | --- |
| Beicha                  | 01.01.1996                       | |
| Choren                  | 01.01.1877 01.01.1937 01.07.1993 | Zusammenschluss mit Niedertoppschädel zu Choren-Toppschädel, Umbenennung von Choren-Toppschädel in Choren, Zusammenschluss mit Lüttewitz-Dreißig zu Lüttewitz |
| Choren-Toppschädel      | 01.01.1937                       | Umbenennung in Choren |
| Dreißig                 | 10.10.1965                       | Zusammenschluss mit Lüttewitz zu Lüttewitz-Dreißig |
| Gertitzsch              | 01.07.1950 01.01.1974            | Eingemeindung nach Theeschütz, Umgliederung von Lüttewitz, OT Theeschütz nach Choren                                                                          |
| Gödelitz, Gutsbezirk    | um 1922                          | Eingemeindung nach Beicha |
| Großsteinbach (Nieder-) | 01.01.1969                       | |
| Kleinmockritz           | 01.07.1950                       | Eingemeindung nach Dreißig |
| Leschen                 | 01.11.1935                       | Eingemeindung nach Lüttewitz |
| Lüttewitz               | 10.10.1965 01.07.1993 01.01.1996 | Zusammenschluss mit Dreißig zu Lüttewitz-Dreißig, Zusammenschluss von Lüttewitz-Dreißig und Choren zu Lüttewitz                                               |
| Lüttewitz-Dreißig       | 01.07.1993                       | Zusammenschluss mit Choren zu Lüttewitz |
| Maltitz                 | 01.11.1935                       | Eingemeindung nach Lüttewitz |
| Markritz                | 01.11.1935                       | Eingemeindung nach Lüttewitz |
| Meila                   | 01.11.1935                       | Eingemeindung nach Beicha |
| Nelkanitz               | 01.11.1935                       | Eingemeindung nach Beicha |
| Niedertoppschädel       | 01.01.1877                       | Zusammenschluss mit Choren zu Choren-Toppschädel |
| Obersteinbach           | 01.04.1936                       | Eingemeindung nach Großsteinbach |
| Obertoppschädel         | vor 1875                         | Eingemeindung nach Choren |
| Petersberg              | 01.11.1935                       | Eingemeindung nach Lüttewitz |
| Präbschütz              | 01.07.1950                       | |
| Prüfern                 | 01.07.1950                       | Eingemeindung nach Dreißig |
| Schallhausen            | 01.01.1952                       | Eingemeindung nach Simselwitz |
| Schweimnitz             | 01.11.1935                       | Eingemeindung nach Beicha |
| Simselwitz              | 01.01.1968                       | |
| Theeschütz              | 01.01.1960                       | Eingemeindung nach Lüttewitz |

## Politik
Im letzten Stadtrat seit der Gemeinderatswahl am 25. Mai 2014 verteilten sich die 14 Sitze folgendermaßen auf die einzelnen Gruppierungen (in Klammern die prozentuale Stimmenverteilung bei der Wahl):
- Wählervereinigung Mochau (WvM): 9 Sitze (65,5 %)
- CDU: 4 Sitze (27,4 %)
- FDP: 1 Sitz (7,1 %)

Letzter Bürgermeister war Gunter Weber.

## Sehenswürdigkeiten

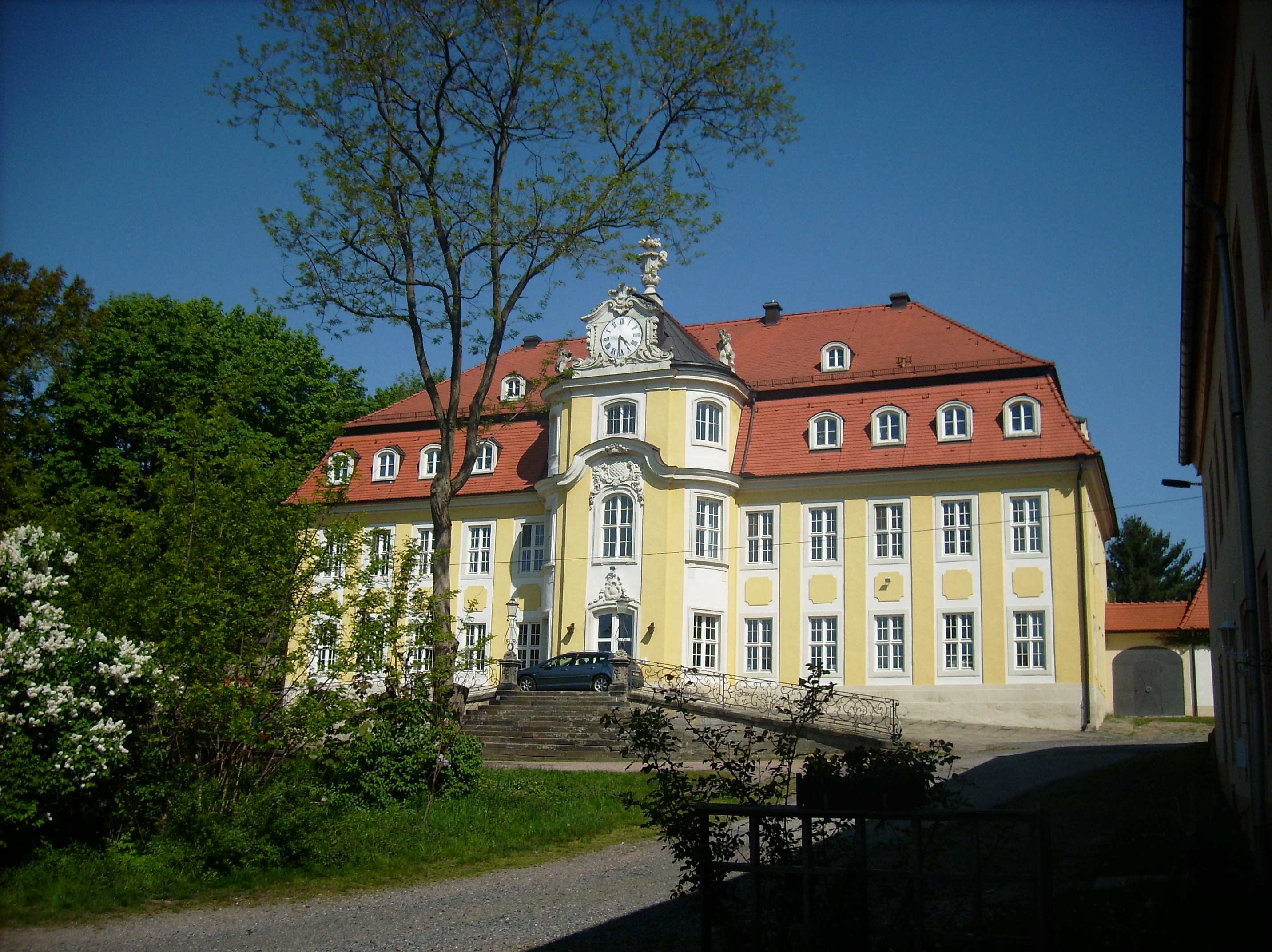
Spätbarockes Schloss in Choren

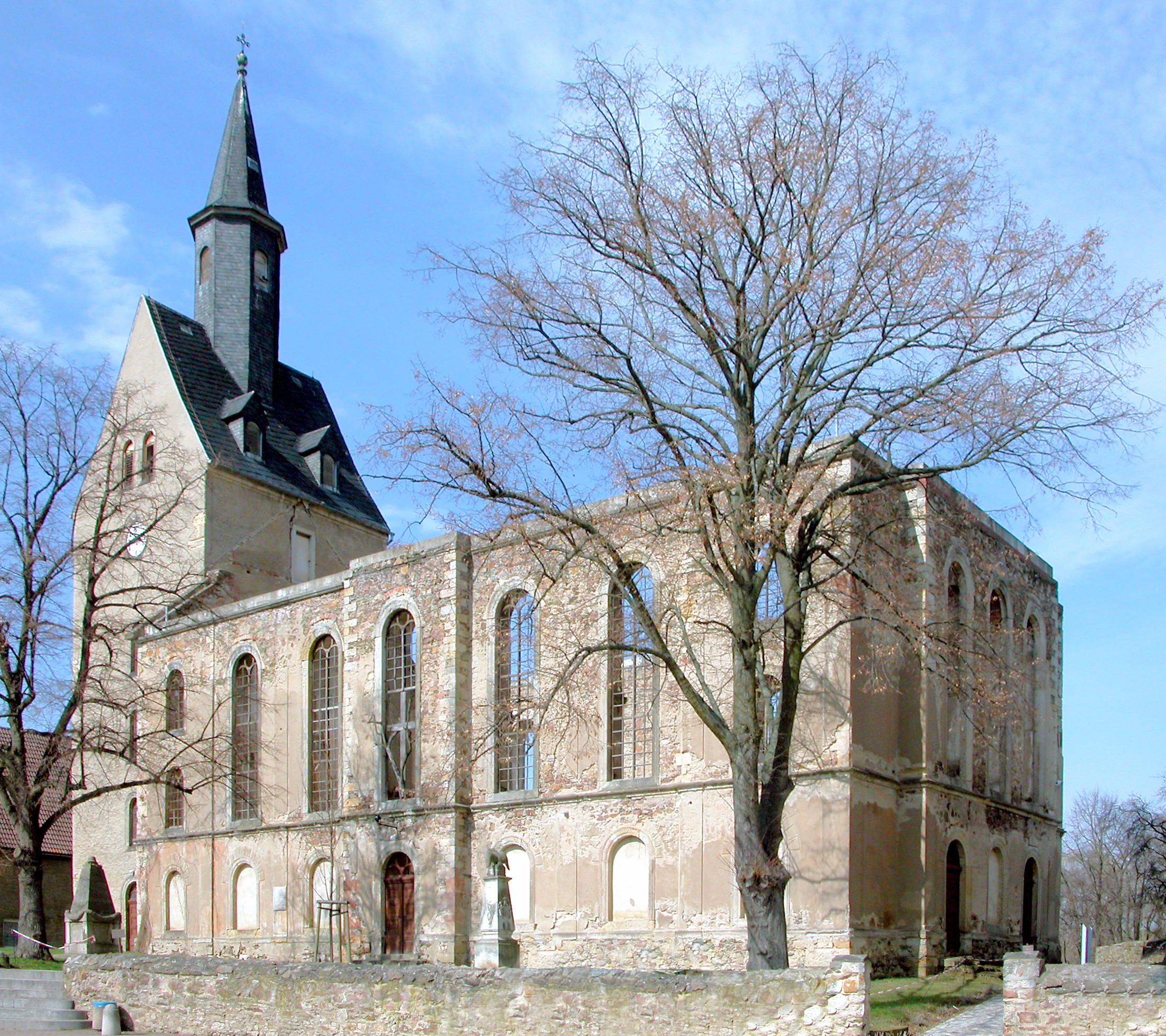
Kirchenruine Mochau, sog. Sommerkirche

- Kirchenruine Mochau, sog. SommerkircheHeimatstube Choren
- Schloss Schleinitz
- Sommerkirche (-ruine) Mochau
- Park und Schloss Choren

## Wirtschaft und Infrastruktur
Höchste Priorität hatte in der Gemeinde die Entwicklung eines neuen Gewerbegebietes „Am Fuchsloch“. Am 15. Juni 2007 war hier der erste Spatenstich für das europäische Entwicklungszentrum von „Signet Solar“, das ab Mitte 2008 ca. 130 Mitarbeiter beschäftigte. Am 4. Juni 2010 stellte Signet Solar einen Insolvenzantrag, derzeit ist der Geschäftsbetrieb eingestellt.

### Verkehr
Durch die Ortsteile Choren und Juchhöh im Süden führte die B 175. Die Gemeinde war auch über die A 14 Anschluss Döbeln-Ost (ca. 5 km) zu erreichen. Bis 1969 bestanden im Ort und den Ortsteilen Simselwitz, Kleinmockritz und Beicha Stationen der ehemaligen Schmalspurbahn Wilsdruff–Gärtitz. Diese Stationen waren bedeutungsvoll während der Rübenkampagne für den Transport zur Zuckerfabrik Döbeln. Die umfangreichen Nebengebäude der Bahn noch gut erhalten, wie in Simselwitz das Stations- bzw. Empfangsgebäude. In Beicha befindet sich eine Schauanlage am ehemaligen Bahnhof.

### Kommunale und kulturelle Einrichtungen
- Sportanlage Lüttewitz
- Turnhallen – Grundschule Mochau
- Kulturhaus Choren
- Sporthalle Choren
- Haus der Sachsenjugend, Mochau

### Ansässige Unternehmen
- Solar Wagner in Choren
- Musikhaus Dassler in Choren
- Cotesa GmbH

## Persönlichkeiten
- Wilhelm Oehmichen (1808–1884), Rittergutsbesitzer in Choren und Politiker, MdR, MdL
- August Hermann Kreyssig (1811–1889), über 44 Jahre Pastor in Beicha